# Pierre Rousseau (illustrateur)
Pour les articles homonymes, voir Pierre Rousseau et Rousseau.
Pierre Rousseau, né le 2 novembre 1903 et mort le 3 mars 1991, est un illustrateur et peintre français. Il fut peintre officiel de l'armée.

## Œuvre

### Illustrations d'ouvrages
(liste non exhaustive)
- 1925 - Contes de Pouchkine : Conte du tzar Saltane ; Conte du pope et de son serviteur Balda ; Conte de la princesse morte et des sept chevaliers ; Conte du pêcheur et du petit poisson ; Conte du coq d'or d'Alexandre Pouchkine. Traduction de E. Vivier Kousnetzoff. Éditions René Kieffer.
- 1925 - Contes d'Armorique, Jules Dorsay, coll.« Contes et légendes de tous les pays », Fernand Nathan, réédition : 1937, 1945, 1954, 1960
- 1925 - Contes et légendes des pays d'Orient, Charles Dumas, coll.« Contes et légendes de tous les pays », Fernand Nathan, rééditions: 1947, 1951, 1960
- 1926 - L'Ascension de M. Baslèvre d'Édouard Estaunié. Collection française, éd. Henri Cyral.
- 1927 - Le Sultan Misapouf et la Princesse Grisemine, ou Les Métamorphoses de Claude-Henri de Fusée de Voisenon. Paris : Maurice Glomeau.
- 1927 - Madame Bovary : mœurs de Province de Gustave Flaubert. Collection française, éd. Henri Cyral.
- 1927 - Mémoires turcs avec l'histoire galante de leur séjour en France de Godard d'Aucourt. Paris : M. Glomeau. (Texte en ligne)
- 1928 : Restif de La Bretonne : La Belle Libraire, ou La Vie de la Rose et de la marâtre, et La Jolie Papetière ou la Bonne amie de Nicolas Edme Restif de La Bretonne. Paris : M. Glomeau.
- 1928 - Jack d'Alphonse Daudet. Collection française, éd. Henri Cyral.
- 1928 - L'Appel de la route d'Édouard Estaunié. Collection française, éd. Henri Cyral.
- 1928 - Émaux et Camées de Théophile Gautier. Paris, Maurice Glomeau.
- 1929 - Aphrodite de Pierre Louÿs. Collection française, éd. Henri Cyral.
- 1929 - Sapho d'Alphonse Daudet. Collection française, éd. Henri Cyral.
- 1929 : Rolla d'Alfred de Musset. Paris : M. Glomeau.
- 1929 : Histoire sainte pour les petits enfants de Mlles Lucienne Perdreau et J. Burty. Ed. J. de Gigord.
- 1930 - L'Atlantide de Pierre Benoit. Collection française, éd. Henri Cyral.
- 1930 - Hassine chez les roumis de Laure Ferry de Pigny. Paris, André Delpeuch.
- 1931 - Un capitaine de vingt ans de François Chevennes. Préface de Louis Madelin, de l'Académie française.
- 1931 - Le Nabab : mœurs parisiennes d'Alphonse Daudet. Collection française, éd. Henri Cyral.
- 1931 - Ce diable de Claude de Jean Dhagréau. Préface de Pierre Ladoué. Éd. J. de Gigord.
- 1931 - P. V. Facchinetti, franciscain. La Vie de saint Antoine de Padoue racontée à la jeunesse. Traduction de l'italien par Philippe Mazoyer. Ill. Vittorio Polli. Dessins de B. Ricchi. Couverture de Pierre Rousseau. Paris, Impr. des orphelins apprentis d'Auteuil.
- 1931 - Aziyadé de Pierre Loti. Collection française, éd. Henri Cyral.
- 1932 - La Gloire a des ailes de François Chevennes. Éd. J. de Gigord.
- 1932 - Deux petites filles dans un grand jardin de Maurice Manquat. Ed. J. de Gigord.
- 1932 - À la Française, Contes historiques (1639-1784) de Jean Mauclère, Paris, J. de Gigord.
- 1933 - La Petite Fadette de George Sand. Paris : Boivin.
- 1933 - Odette veut vivre sa vie de G. de Tinseau. coll. « Les Livres pour la jeunesse », éd. J. de Gigord.
- 1933 - L'Enfant à l'ours de M.-M. d'Armagnac. coll. « Les Livres pour la jeunesse », éd. J. de Gigord.
- 1933 - Le Mystérieux Vagabond de Vera Barclay. coll. « Le Feu de camp ». Romans scouts, publiés sous la direction de André Noël et Maurice de Lansaye. Ed. J. de Gigord.
- 1933 - Quarante ans de Paris d'Alphonse Daudet. Collection française no 40, Paris, éd. Henri Cyral.
- 1933 - Mon ami Jean-Pierre de Guillemette Marrier. coll. « Petite Bibliothèque blanche ». Ed. Hachette.
- 1934 - Contes de tous pays, recueillis et présentés par J. de Kerlecq. Contes tirés des œuvres de Nathaniel Hawthorne, Morton Wilmington, Washington Irving, Longfellow, Miss Cumming. Éd. P. Delagrave.
- 1934 - Quentin Durward de Walter Scott. Adaptation nouvelle par Jean-Bernard Lasserre. coll. « Bibliothèque Juventa ». Ed. P. Delagrave.
- 1934 - Colomba de Prosper Mérimée. Éd. P. Delagrave.
- 1934 - Pierre et Camille ; Histoire d'un merle blanc ; Croisilles d'Alfred de Musset. Ed. P. Delagrave.
- 1936 - Mon premier livre de géographie de Blin, Kuhn, Ozouf, Paris, éd. Delagrave.
- 1935 - La Meute de Danny de Vera Barclay. coll. « Le Feu de camp », romans scouts, publiés sous la direction de André Noël et Maurice de Lansaye. no 8. J. de Gigord, éditeur.
- 1935 - Rip l'endormi, Le Legs du Maure, Légende des trois belles princesses de Washington Irving. Traduction de Gabriel Caillat. Paris, P. Delagrave.
- 1936 - Contes de Pologne de Suzanne Strowska. coll. « Il était une fois », Paris : Boivin.
- 1936 - Je vais à Paris de Pierre Besbre. Paris : éd. Gedalge.
- 1936 - Des éléphants de Carthage aux avions de Tunis de François Chevennes. coll. « Des livres pour la jeunesse ». Paris : J. de Gigord.
- 1936 - Nise au pays des contes de Marie Louise Constantin. Éd. Gedalge.
- 1936 - La Petite Fille de neige. Le Trésor de Peter Goldthwaite. La Grande Figure de Pierre de Nathaniel Hawthorne. Adaptation de J. de Kerlecq. Éd. Delagrave.
- 1936 - Contes lituaniens, essai de folklore de Jean Mauclère. Collection Folklore, Paris : F. Lanore.
- 1937 - Mes quatre ans chez les sauvages de Patrick H. Ritchie et Henry B. Raine. Traduit de l'anglais par M. Serre. coll. « Le Feu de camp », romans scouts publiés sous la direction de André Noël et Maurice de Lansaye. no 13. Paris : J. de Gigord.
- 1937 - Roussette - Le Beau Voyage d'A. Tchekoff. Adaptation de M. Alexandre. Éd. Delagrave.
- 1937 - Jean-des-Oiseaux de Madeleine Favergeat. Ed. Gedalge.
- 1937 - Contes de Hans Christian Andersen. Trad. d'Étienne Avenard. Paris : éd. Boivin.
- 1938 - Loin du village de Marie-Louise Constantin. Paris : éd. Gedalge.
- 1938 - Explication simple et pratique de mon catéchisme. Explications, exercices de réflexion, leçons, pratiques de vie chrétienne, observations à faire de chanoine Quinet.  Paris, Librairie L'École.
- 1939 - Eugénie Grandet de Honoré de Balzac. Éd. Delagrave.
- 1939 - Le Secret de l'émir de Jules Chancel. coll. « Bibliothèque Juventa », éd. Delagrave.
- 1939 - Le Singe et la tortue et autres contes et poèmes persans, recueillis et adaptés par Marc-Yvon Gaillard. coll. « Les Loisirs de la jeunesse », éd. Gedalge.
- 1939 - Zette, histoire d'une petite fille de Paul et Victor Margueritte. Paris : éd. Gedalge.
- 1941 - Il était une fois un maréchal de France de Paluel-Marmont, Éditions et Publications Françaises.
- 1941 - La Maison des sept sirènes de Jean d'Agraives. coll. « Les Romans romanesques », Éd. Colbert.
- 1941 - Fille des dieux d'Anne Marie Panheleux. coll. « Romans missionnaires » no 30, Toulouse : les Éditions du Clocher.
- 1941 - La Passion héroïque de madame de Lavallette de Pierre Nezelof. coll. « L'Histoire et l’Épopée », éd. Colbert.
- 1942 - La Prodigieuse Aventure de Corentin de Quimper de Paul Féval. Couverture en couleur de Gustave Alaux. Ill. Pierre Rousseau. Préface d'André Thérive. Éd. Colbert.
- 1942 - Jean Bart Prestigieux Corsaire raconté par Paluel-Marmont, coll. « À la française », Éditions Littéraires et Artistiques, Paris.
- 1942 - Yousouf : premier spahi de France de Paluel-Marmont. coll. « L'Histoire et L’Épopée », éd. Colbert.
- 1942 - Mon tout petit catéchisme en images de chanoine Quinet. coll. « Pour les jardins d'enfants ». Paris, Éditions École et collège.
- 1942 - Petit Catéchisme à l'usage des diocèses de France / présenté aux enfants et aux maîtres par le chanoine Quinet et le chanoine André Boyer. Éd. Mame.
- 1942 - Le Revenant du Tertre-Feuillet d'André Reuze. coll. « Le Mot de l'énigme », éd. Colbert.
- 1942 - La Belle Histoire de Jean Chouan de Job de Roincé. coll. « À la française » no 3, Éditions littéraires et artistiques.
- 1942 - La Belle Histoire de la duchesse en sabot, Anne de Bretagne, reine de France de Job de Roincé. coll. « À la française » no 2, Éditions littéraires et artistiques.
- 1942 - Farces du Moyen âge. Version littérale de L. Robert-Busquet. Paris : F. Lanore.
- 1942 - L'Assassinat du duc de Guise de Pierre Lafue. coll. « L'Histoire et L’Épopée », éd. Colbert.
- 1942 : Les Gardiens de l'honneur. Pour l'honneur du drapeau de Paluel-Marmont. coll. « Valeurs françaises », éd. Colbert.
- 1942 : À travers les sables, récits sahariens racontés par Paluel-Marmont. coll. « Valeurs françaises », Éditions littéraires et artistiques.
- 1942 - La "Violente amour" de Madame de Brézé d'Edmond Pilon. coll. « L'Histoire et L’Épopée », éd. Colbert.
- 1942 - Martyrs des sables de Joseph Thérol. coll. « Valeurs françaises », éd. Colbert.
- 1942 - La Vie ardente de Bayard de Louis Léon-Martin. coll. « L'Histoire et L’Épopée », éd. Colbert.
- 1942 - Le Jardin au clair de lune de Jean d'Agraives. coll. « Les Romans romanesques », Éd. Colbert.
- 1943 - Le Maître du Simoun de Jean d'Agraives. coll. « Bibliothèque verte » ». Couverture en couleur de Gustave Alaux. Ill. Pierre Rousseau. Éd. Colbert.
- 1943 - Explique-moi la messe - le saint Sacrifice de la messe commenté pour les enfants de Abbé Georges Donze. Photographies de Jacques Dubois. Dessins de Pierre Rousseau. Éd. Mame.
- 1943 - Ces dames de Chamblas d'Ernest Fornairon. coll. « L'Histoire et l'épopée », Éd. Colbert.
- 1943 - Le Livre de mon ami d'Anatole France. coll. « Bibliothèque verte », éd. Hachette.
- 1943 - Le Secret Amour de Diane de Poitiers de José Germain et Jean Mauclère. coll. « L'histoire et l'épopée », Éd. Colbert.
- 1943 - Le Nouveau Divan turc - contes de la Turquie d'aujourd'hui de J. M. Mordhorst. Éd. Colbert.
- 1943 - Sous l'armure de laine blanche de Joseph Thérol. coll. « Valeurs françaises », Éd. Colbert.
- 1943 - Les mirages de l'écran de Thérèse Bernardie. coll. « Valeurs françaises », Éd. Casterman, illustration de couverture.
- 1944 - Contes à ma sœur d'Hégésippe Moreau, Paris, Éd. I.P.C., "Les Éclectiques".
- 1944 - Florilège africain de Les Pères Blancs (Missionnaires d'Afrique). Éd. Colbert.
- 1944 - La Tulipe noire d'Alexandre Dumas, Hachette, coll. « Bibliothèque verte ».
- 1944 - Jason et les Argonautes de Jean Mauclère. Paris, coll. « Légendes immortelles », éd. Les Publications techniques.
- 1944 - Les Roquevillard de Henry Bordeaux. coll. « Le Lys d'or », Éd. Colbert.
- 1944 - La Leçon d'amour dans un parc de René Boylesve. Paris : Éditions littéraires de France.
- 1944 - Le Capitaine Landolphe, corsaire d'honneur de Jean Vachet. G. Le Prat.
- 1945 - La Main enchantée de Gérard de Nerval, Paris, I. P. C.
- 1945 - L'Ombre sur la maison de Henry Bordeaux. coll. « Le Lys d'or », Éd. Colbert.
- 1945 - Robert Surcouf d'Armand Le Corbeiller. coll. « Les Loisirs de la jeunesse » 2e série. Éditions Gedalge.
- 1945 - L'Aviation de Jacques Morlins. coll. « Je veux connaître » no 1. Grenoble, Dardelet.
- 1945 - L'Escapade de Henri de Régnier. Éditions littéraires de France.
- 1945 - Contes de Roumanie de M. Rosenthal-Singourof. Collection Folklore, Paris : F. Lanore.
- 1946 - Celles qu'on n'a pas eues de Jean Suliac. Paris : Éd. I. P. C.
- 1947 - Le Spleen de Paris de Charles Baudelaire, éditions Vial. 16 eaux-fortes sur vélin.
- 1951 - Mademoiselle de La Seiglière de Jules Sandeau. coll. « Rouge et Or ». Éditions G. P..
- 1951 - L'Alpe enchantée de Micheline Morin, Paris, Delagrave.
- 1951 - David Copperfield de Charles Dickens. coll. « Rouge et Or », Éditions G. P..
- 1954 - Shrimp le Corsaire, Collection Fantasia, Éditions Magnard.
- 1959 - La Bague aux yeux de chat, Collection Fantasia, Éd. Magnard.
- 1961 - La Porte de Jade de L. N. Lavolle. coll. « Bibliothèque de l'amitié » no 14, Éditions de l'amitié-G.T.Rageot, photographies de François Balsan, Claude Collin Delavaud et A. Poncet.
- 1962 - Faust de Goethe ; trad. de G. de Nerval- Vial.
- 1963 - L'Otage de Rome de L. N. Lavolle. coll. "Le Livre TV", Éditions de l'amitié-G. T. Rageot, photographies de l'auteur.
- 1972 - Ballades et rondeaux suivis d'autres poèmes de Clément Marot ", l'Édition d'Art Henri Piazza, Paris.

## Source
- Bibliothèque nationale de France (pour la bibliographie)